# Rio Aporé
O rio Aporé ou do Peixe é um curso de água que banha os estados de Goiás e de Mato Grosso do Sul, Brasil. Ele faz a divisa natural entre estes dois estados. A principal cidade em sua margem é a cidade sul-matogrossense de Cassilândia. Em toda sua extensão, possui grande número de cachoeiras e corredeiras, que são propícias a esportes de aventura como o rafting e o boiacross, esporte comum na região.